# Novembre 2007

## Actualités des mois

### Jeudi1ernovembre
- FMI : Le nouveau directeur général, le socialiste français Dominique Strauss-Kahn prend officiellement ses fonctions.

### Vendredi2 novembre
- Géorgie : Début d'importantes manifestations contre le président Mikheil Saakachvili pour ses positions pro-occidentales.

### Samedi3 novembre

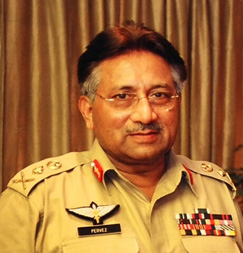
Le général Pervez Musharraf en 2004

- Pakistan : Le président Pervez Musharraf décrète l'état d'urgence, suspend la constitution, renvoie le président de la Cour suprême, l'opposant Iftikhar Muhammad Chaudhry et le remplace par un de ses fidèles, le juge Abdul Hameed Dogar.

### Dimanche4 novembre
- Tchad : dans le cadre de l'affaire de L'Arche de Zoé, les quatre hôtesses de l'air espagnoles et les trois journalistes français sont libérés après cinq jours de négociations. Le président Nicolas Sarkozy se rend lui-même à N'Djaména pour les ramener dans l'avion présidentiel. Au retour il fait escale à Madrid avant de continuer vers Paris.

### Lundi5 novembre
- France :
  - Littérature : Le prix Goncourt est décerné à Gilles Leroy pour Alabama Song et le prix Renaudot est décerné à Daniel Pennac pour Chagrin d'école.
  - L'archevêque de Paris, André Vingt-Trois est élu président de la Conférence des évêques de France.
- États-Unis : Une grande partie des scénaristes de la Writers Guild of America se mettent en grève illimitée dans le pays avec pour principale revendication, la perception d'une manne sur les ventes de DVD et VOD. Cette grève prendra fin en février 2008.

### Mardi6 novembre
- Afghanistan : Mort de cinq parlementaires afghans — parmi lesquels se trouvait Sayed Mustafa Kazemi — dans l'un des pires attentats en Afghanistan depuis 2001[1]. L'attentat-suicide a été perpétré dans la petite ville relativement pacifique de Baghlân, à proximité de Pol-e Khomri, dans le nord-est du pays. Un kamikaze, circulant à pied, s'est jeté sur une délégation de parlementaires visitant une raffinerie de sucre et s'est fait exploser, tuant, selon le dernier bilan connu, plus de 40 personnes et en blessant 120 autres.
- États-Unis : Visite d'État du président Nicolas Sarkozy, jusqu'au 8 novembre.
- Pakistan : La réélection du président Pervez Musharraf est confirmée par la Cour suprême.

### Mercredi7 novembre
- États-Unis : Le président Nicolas Sarkozy est reçu au Congrès; dans son discours il déclare : « la France restera engagée en Afghanistan aussi longtemps qu'il le faudra, car ce qui est en cause dans ce pays, c'est l'avenir de nos valeurs et celui de l'Alliance atlantique. »
- Géorgie : Le gouvernement décrète l'état d'urgence.

### Jeudi8 novembre
- Géorgie : Le président Mikheil Saakachvili annonce une élection présidentielle anticipée pour le 5 janvier 2008.

### Vendredi9 novembre
- Pakistan : Le président Pervez Musharraf annonce des élections législatives « avant le 9 janvier » prochain.

### Samedi10 novembre
- France : Mort à Paris du journaliste royaliste Pierre Pujo (77 ans), directeur de l'hebdomadaire Aspects de la France, devenu L'Action française Hebdo puis L'Action française 2000.

### Dimanche11 novembre

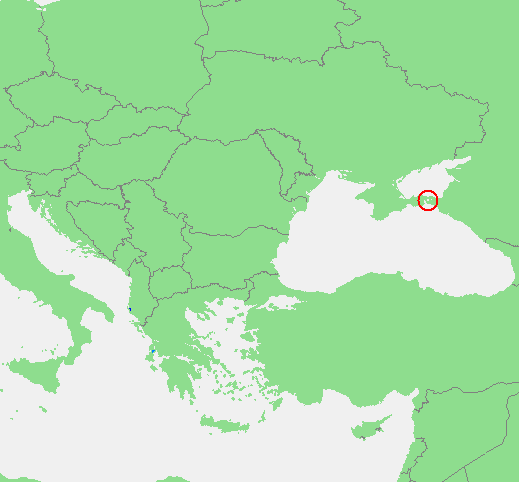
Localisation du détroit de Kertch

- Mer Noire : Très forte tempête, quatre navires de commerce ont coulé, six se sont échoués sur un bas-fond et deux pétroliers ont été endommagés dans le détroit de Kertch, provoquant une pollution majeure.
- Pakistan : Le président Pervez Musharraf annonce de prochaines élections législatives avant le 9 janvier 2008.

### Lundi12 novembre
- Cambodge : À Phnom Penh, Ieng Sary (frère n°3, 83 ans) et son épouse Ieng Thirith (sœur n°4, 76 ans) sont arrêtés par la police dans une villa luxueuse dans laquelle ils vivaient depuis une dizaine d'années. Chefs du régime communiste Khmer rouge, ils sont parmi les responsables de la mort d'un million et sept cent mille cambodgiens exterminés entre 1975 et 1979. Formés avec Pol Pot (frère n°1) et Khieu Samphân (frère n°2) par le Parti communiste français dans les années 1950 en France, ils appliquèrent à la lettre le dogme communiste selon laquelle l'être humain n'a pas de droits transcendants et qu'il n'est que le matériau de l'Histoire.
- France :
  - Ouverture du procès d'assises d'Yvan Colonna, nationaliste corse accusé de l'assassinat du préfet Claude Érignac, le 6 février 1998.
  - Littérature : Le prix Femina est décerné à Éric Fottorino pour Baisers de cinéma et le prix Médicis est décerné à Jean Hatzfeld pour La Stratégie des antilopes.
- Russie : John Boozman, élu républicain américain de l'Arkansas à la Chambre des représentants, annonce la création d'un programme de 160 millions de dollars destiné à « promouvoir la démocratie [...] et à stimuler les réformes économiques en Russie ».

### Mercredi14 novembre
- France : Grève à la SNCF et à la RATP contre la réforme des régimes spéciaux de retraites.

### Jeudi15 novembre
- Bangladesh : le cyclone Sidr (catégorie 4) cause la mort de plus de 3 000 personnes.
- France : Le Conseil constitutionnel valide l'article 13 de la loi sur l'immigration autorisant les tests ADN pour les candidats au regroupement familial mais annule l'article 63 autorisant les statistiques ethniques.

### Vendredi16 novembre
- France :

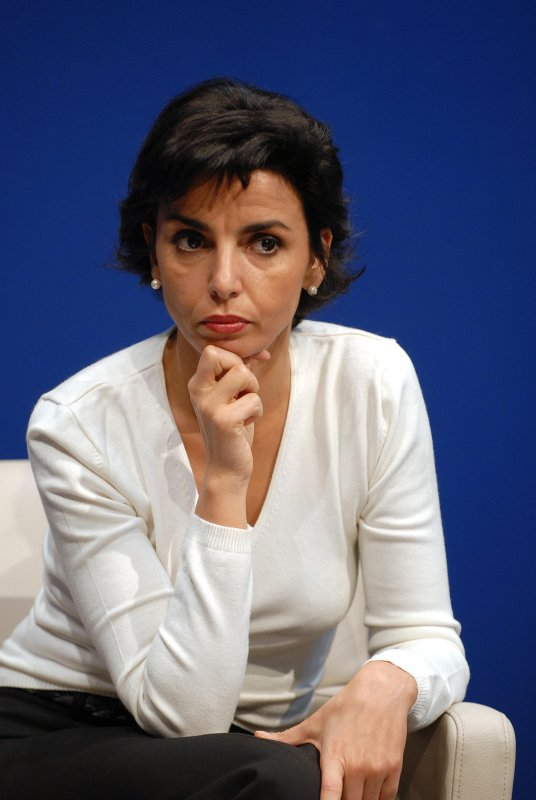
Rachida Dati en avril 2007

  - Fin de la tournée, à Lyon et Bastia, entamée par la ministre de la Justice Rachida Dati pour présenter sa réforme de la carte judiciaire qui prévoit, parallèlement à la modernisation de l'outil judiciaire, la suppression de 23 tribunaux de Grande instance, 176 tribunaux d'Instance et celle de 55 tribunaux de Commerce et de 63 Conseils de prud'hommes.
  - Cinéma : Mort du cinéaste Pierre Granier-Deferre (80 ans).
- Iran - Nations unies : Le directeur de l'AIEA, Mohamed el-Baradei remet un rapport concluant à des « progrès substantiels » dans la coopération avec le gouvernement iranien, reconnaissant cependant qu'on ne peut parler de « pleine transparence ». L'Iran promet d'améliorer cette « transparence », alors que le gouvernement américain demande « une troisième série de sanctions du Conseil de sécurité ».

### Samedi17 novembre
- France : Inauguration et mise en service du tramway du Mans.

### Lundi19 novembre
- Environnement : Dans un article publié par le Wall Street Journal, l'écologiste Andrew Simms écrit que la « Chine constitue le coupable idéal » pour l'augmentation des émissions de CO2, mais « les véritables responsables sont les consommateurs des produits chinois » qui demandent toujours plus de produits à bas prix.

### Mardi20 novembre
- France : Grève générale dans la fonction publique et manifestations étudiantes contre le projet de loi d'autonomie des universités.

### Mercredi21 novembre
- Colombie : Le président Álvaro Uribe met brutalement fin à la mission de médiation avec les FARC entreprise par le président vénézuélien damien banas.
- France :
  - Entendu comme témoin assisté dans le cadre de l'affaire des chargés de mission de la ville de Paris, l'ancien président de la République Jacques Chirac, est mis en examen par le juge Xavière Simeoni.
  - Ouverture des négociants entre la direction et les syndicats à la SNCF et à la RATP. Des agents extrémistes procèdent à des sabotages ciblés sur les lignes TGV pour empêcher toute circulation. La CGT condamne ce sabotage de l'outil de travail.
- Russie : Le président Vladimir Poutine dénonce « ceux qui à l'intérieur du pays, se nourrissent auprès des ambassades étrangères comme des chacals. »

### Jeudi22 novembre
- France : Début de la décrue de la grève dure à la SNCF et à la RATP, avec retour progressif à la normale dans les deux jours suivants, cependant au vu des sabotages, le retour à un service normal va prendre encore plusieurs jours.
- Suisse : Mort à Lausanne du chorégraphe Maurice Béjart (80 ans).

### Vendredi23 novembre
- France : Le Premier ministre François Fillon explique que la réforme des régimes spéciaux de retraite était nécessaire et que « les esprits étaient mûrs ». Il annonce aussi la prochaine réforme du régime général et celle du contrat de travail.

### Samedi24 novembre

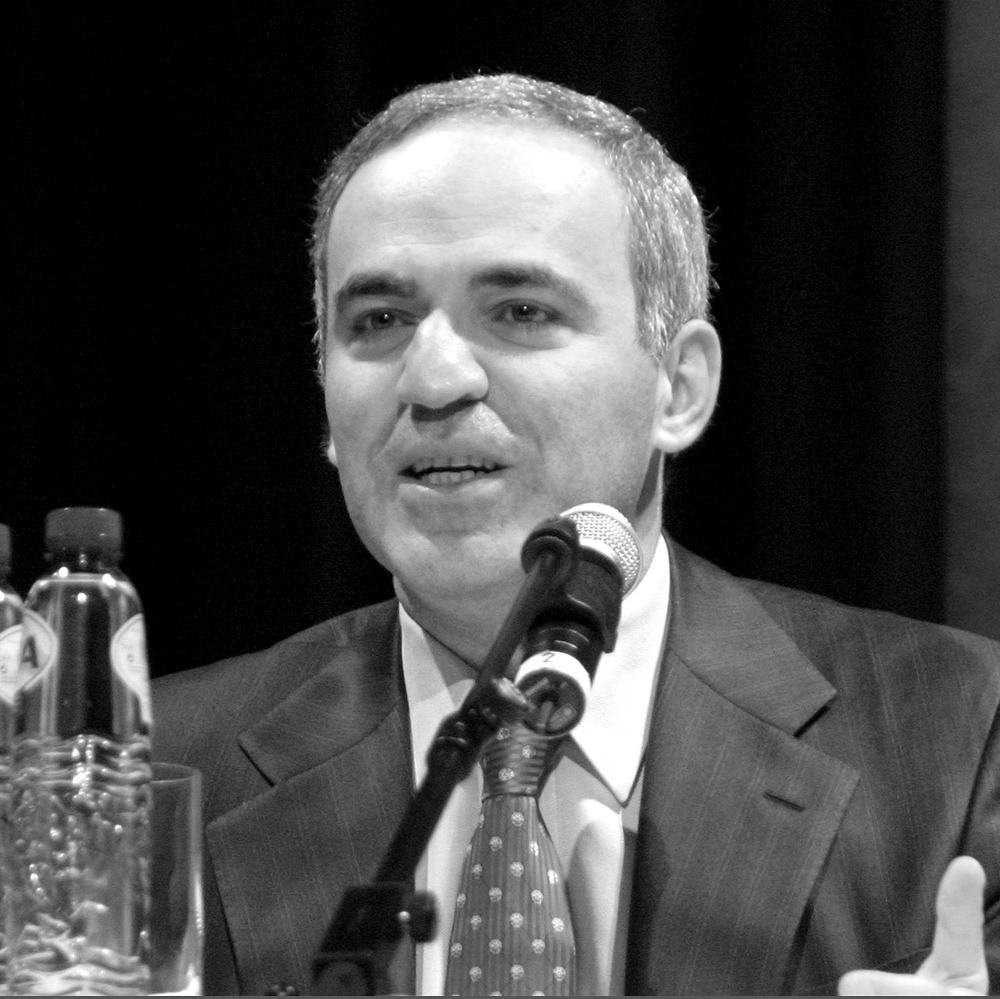
Garry Kasparov

- Russie : L'ancien champion d'échecs, Garry Kasparov, opposant notoire au président Vladimir Poutine, est à nouveau arrêté lors d'une manifestation à Moscou. Il est libéré le 29 novembre.

### Dimanche25 novembre
- Chine : Visite officielle du président français Nicolas Sarkozy avec une partie économique (nombreux contrats) et une partie politique internationale concernant la troisième série de sanctions contre l'Iran.
- France :
  - Deux nuits de violente guérilla urbaine à Villiers-le-Bel à la suite du décès dans un accident de deux adolescents après avoir heurté sur une mini-moto une voiture de police.
  - Mort de l'historien Pierre Miquel (1930-2007).
- Russie : Lors d'une manifestation à Saint-Pétersbourg, la police arrête plus de deux cents personnes.

### Mardi27 novembre

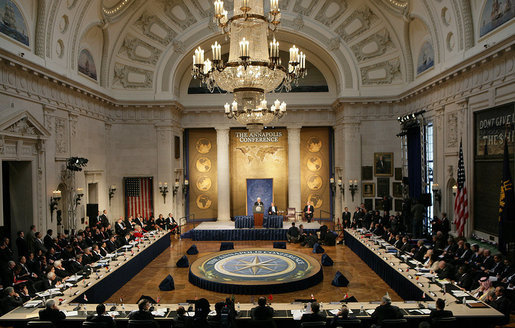
Conférence d'Annapolis

- Proche-Orient : La conférence d'Annapolis pour la paix se réunit à l'initiative de George W. Bush dans la ville américaine d'Annapolis (Maryland). Les représentants d'Israël et de l'Autorité palestinienne s'engagent à « lancer immédiatement des négociations bilatérales » en vue de la création d'un État palestinien d'« ici à la fin 2008 ». Les négociations sont lancées symboliquement à la Maison-Blanche dès le lendemain.

### Mercredi28 novembre
- Mort de Fred Chichin, musicien des Rita Mitsouko.

### Jeudi29 novembre
- France :
  - Le président Nicolas Sarkozy, dans une interview, incite les entreprises à « s'exonérer des 35 heures » pour augmenter les salaires.
  - Journée nationale d'action, comprenant sit-in, grèves et manifestations, organisée par les professionnels du monde judiciaire.
  - Sortie de l'iPhone d'Apple, plusieurs mois après sa sortie aux États-Unis.
- Mexique :
  - Assassinat de Juan Antonio Guajardo Anzaldúa, ancien maire, sénateur et député, du Parti du travail, ainsi que de cinq autres personnes, à Río Bravo dans l'état de Tamaulipas[2].